# .mc
.mc este un domeniu de internet de nivel superior, pentru Monaco (ccTLD).